# Rudolf Kippenhahn
Rudolf Kippenhahn   (Pernink, 24 de maig de 1926 - Göttingen, 15 de novembre de 2020) fou un astrofísic alemany i autor de ciència. Originàriament va estudiar matemàtiques i física a la Universitat d'Erlangen-Nuremberg abans de canviar a Astronomia. De 1975 a 1991, el Professor Kippenhahn era director del Max Planck Institute for Astrophysics a Garching, Múnic, Alemanya. Des de 1991, el Dr. Kippenhahn va ser un autor actiu publicat a Goettingen, tractant de popularitzar la investigació la ciència astronòmica, en la mateixa línia que els escrits de Stephen Hawking, per la qual va guanyar el premi Bruno H. Bürgel. Els seus llibres abasten temes tan diversos com l'astronomia, la criptografia i la física atòmica. L'any 2005, el Dr. Kippenhahn va ser honrat per la Royal Astronomical Society amb la medalla Eddington per la seva investigació científica en el càlcul de l'estructura de l'estrella i de l'evolució estel·lar.

## Selecció de publicacions
- R. Kippenhahn, A. Weigert, Stellar Structure and Evolution, (Springer Publishing House, Berlin, 1990). ISBN 3-540-58013-1, ISBN 0-387-58013-1, ADS
- C. Moellenhoff, R. Kippenhahn, Elementary Plasma Physics, (Bibliographic Institute, Mannheim, 1975). ISBN 3-411-01489-X, ADS

## Premis
- 1992 Premi Bruno H. Bürgel
- 2005 Medalla Eddington
- 2007 Medalla Karl Schwarzschild